# 北広島市立大曲小学校
北広島市立大曲小学校（きたひろしましりつ おおまがりしょうがっこう）は、北海道北広島市大曲にある公立小学校。

## 沿革
- 1892年（明治25年）6月28日 - 月寒小学校大曲分校として開校[2]。校地は中山久蔵からの寄付を受けた[3]。
- 1894年（明治27年）
  - 2月 - 広島村の開村に伴い、広島簡易教育所に所属[3]。
  - 7月5日 - 広島尋常高等小学校大曲簡易小学校に改称[2]。
- 1895年（明治28年）4月1日 - 尋常科を開設[2]。
- 1899年（明治32年）6月28日 - 本校から独立し、公立大曲尋常小学校に改称[2]。
- 1904年（明治37年）7月8日 - 補修科を併設[2]。
- 1908年（明治41年）
  - 3月31日 - 補修科を廃止[2]。
  - 4月1日 - 輪厚尋常小学校（現：西部小学校）の分校に移行し、広島村立輪厚尋常小学校大曲分教場に改称[2][4]。
- 1909年（明治42年）8月 - 広島村大曲594番地に校舎を落成し、移転[4]。
- 1918年（大正7年）4月1日 - 本校から独立し、広島村立大曲尋常小学校[5]」に改称[2]。
- 1937年（昭和12年）3月 - 新校舎を落成[2]。
- 1941年（昭和16年）4月1日 - 国民学校令施行に伴い、大曲国民学校に改称[2]。
- 1942年（昭和17年）11月1日 - 高等科を併設[2]。
- 1947年（昭和22年）
  - 4月1日 - 学校教育法施行に伴い、広島村立大曲小学校に改称[2]。
  - 5月1日 - 西部中学校大曲分校（現：大曲中学校）を併設[2][6]。
- 1956年（昭和31年）6月19日 - 体育館を落成[2]。
- 1957年（昭和32年） - 校歌（作詞：川村武夫、作曲：千葉日出城）を制定[7]。
- 1960年（昭和35年）4月1日 - 本校から独立した大曲中学校を併設[2]。
- 1966年（昭和41年）
  - 4月1日 - 併設していた中学校と分離[2]。
  - 12月20日 - 大曲会館付近に木造の新校舎（879 m2）を落成[2][8]。体育館を移築[2]。
- 1967年（昭和42年）8月31日 - 校舎を310 m2分増築[2]。
- 1968年（昭和43年）9月1日 - 町制施行に伴い、広島町立大曲小学校に改称[2]。
- 1978年（昭和53年）3月10日 - 現在地に新校舎を落成[2]。
- 1980年（昭和55年）1月10日 - 体育館を落成[2]。
- 1988年（昭和63年）4月1日 - 特別支援学級のかしのみ学級を開設[2]。
- 1992年（平成4年）4月1日 - 児童数増加に伴い、大曲東小学校を分離開設[2][9]。
- 1996年（平成8年）9月1日 - 市制施行に伴い、北広島市立大曲小学校に改称[2]。

## 教育目標
- お・お・ま・が・り - 「お」もいやり、「お」ちつき、「ま」っすぐ、「が」んばる子、ほこ「り」をもってみんなで進む

出典：

## 施設概要
主な施設を掲載。
- 校舎（5,518 m2） - 鉄筋コンクリート造3階建て
- 体育館（844 m2） - 鉄筋コンクリート造平屋建て
- 校庭（17,973 m2）

## 学区
- 大曲（北広島市立大曲東小学校の通学区域を除く）、大曲柏葉、大曲南ヶ丘、大曲中央、大曲工業団地 、大曲末広（5 - 7丁目）、大曲幸町、仁別[11]

## 進学先中学校
- 北広島市立大曲中学校（北広島市大曲中央）[11]

## 周辺
- 大谷むつみ認定こども園
- 柏葉公園
- 北広島市役所大曲出張所